# Petrell de Schlegel
El petrell de Schlegel (Pterodroma incerta) és un ocell marí de la família dels procel·làrids (Procellariidae), d'hàbits pelàgics, que habita l'Atlàntic Sud i cria a Tristan da Cunha.